# 中国驻约旦大使列表
本列表为中华民国和中华人民共和国驻约旦历任大使名录。

## 历任中国驻约旦大使

### 中华民国驻约旦大使（1957年－1958年）
1957年8月12日，中华民国与约旦建交并在安曼设立大使馆，由驻伊拉克大使兼任驻约旦大使。1958年5月14日，约旦和伊拉克协议成立阿拉伯联邦，中华民国驻伊拉克兼驻约旦大使改任驻阿拉伯联邦大使。
| 姓名   | 任命          | 到任          | 递交国书      | 免职 | 离任          | 外交衔级 | 外交职务     | 备注       | 备注 |
| ------ | ------------- | ------------- | ------------- | ---- | ------------- | -------- | ------------ | ---------- | ---- |
| 陈质平 | 1957年9月14日 | 1957年9月21日 | 1957年9月25日 |      | 1958年5月22日 | 大使     | 特命全权大使 | 驻伊拉克兼 |      |
| 蔡葩   | 1957年8月15日 | 1957年9月20日 |               |      | 1958年5月28日 | 参事     | 临时代办     |            |      |

### 中华民国驻约旦大使（1958年－1977年）
1958年5月14日，约旦和伊拉克协议成立阿拉伯联邦，中华民国驻伊拉克兼驻约旦大使改任驻阿拉伯联邦大使。7月14日，伊拉克发生政变。7月18日，伊拉克新政府承认中华人民共和国政府，阿拉伯联邦解体。9月4日，中华民国政府驻阿拉伯联邦大使改任驻约旦大使。1977年4月14日，中华民国与约旦断交。
| 姓名   | 任命          | 到任          | 递交国书      | 免职          | 离任          | 外交衔级 | 外交职务     | 备注           | 备注 |
| ------ | ------------- | ------------- | ------------- | ------------- | ------------- | -------- | ------------ | -------------- | ---- |
| 陈质平 | 1958年9月4日  | 1958年9月4日  | 1958年9月25日 | 1959年8月28日 |               | 大使     | 特命全权大使 |                |      |
| 保君建 | 1959年8月28日 | 1959年10月6日 | 1959年10月7日 | 1967年2月13日 | 1967年4月19日 | 大使     | 特命全权大使 | 兼驻沙特阿拉伯 |      |
| 陈嘉尚 | 1967年2月13日 | 1967年4月23日 | 1967年5月1日  |               | 1972年3月6日  | 大使     | 特命全权大使 | 任内在台北病逝 |      |
| 王叔铭 | 1972年4月18日 | 1972年6月7日  | 1972年6月18日 | 1975年5月24日 | 1975年6月29日 | 大使     | 特命全权大使 |                |      |
| 陈衣凡 | 1975年5月24日 | 1975年7月17日 | 1975年7月30日 | 1977年4月14日 | 1977年5月8日  | 大使     | 特命全权大使 |                |      |

### 中华人民共和国驻约旦大使（1977年至今）
1977年4月7日，中华人民共和国与约旦建交，开始派遣驻约旦大使。
| 姓名   | 任命           | 任命           | 到任           | 递交国书       | 免职           | 免职           | 离任          | 外交衔级 | 外交职务     | 备注     |
| 姓名   | 全国人大常委会 | 主席           | 到任           | 递交国书       | 全国人大常委会 | 主席           | 离任          | 外交衔级 | 外交职务     | 备注     |
| ------ | -------------- | -------------- | -------------- | -------------- | -------------- | -------------- | ------------- | -------- | ------------ | -------- |
| 王第三 | 不適用         | 不適用         | 1977年6月30日  | 1977年7月6日   | 不適用         | 不適用         | 1977年12月8日 | 参赞     | 临时代办     | 筹备开馆 |
| 谷小波 | 1977年10月24日 | 不適用         | 1977年12月8日  | 1977年12月27日 | 1982年3月8日   | 不適用         | 1982年4月27日 | 大使     | 特命全权大使 |          |
| 黄世燮 | 1982年3月8日   | 不適用         | 1982年6月      | 1982年10月25日 | 1985年3月21日  | 1985年8月21日  | 1985年5月22日 | 大使     | 特命全权大使 |          |
| 张真   | 1985年3月21日  | 1985年8月21日  | 1985年7月      | 1985年7月30日  | 1988年12月29日 | 1989年3月19日  | 1989年3月     | 大使     | 特命全权大使 |          |
| 章德良 | 1989年10月31日 | 1989年12月30日 | 1990年1月      | 1990年1月28日  | 1992年11月7日  | 1993年3月10日  | 1993年2月     | 大使     | 特命全权大使 |          |
| 王世杰 | 1992年11月7日  | 1993年3月10日  | 1993年3月      | 1993年5月10日  | 1995年8月29日  | 1995年12月8日  | 1995年11月    | 大使     | 特命全权大使 |          |
| 刘宝莱 | 1995年8月29日  | 1995年12月8日  | 1995年12月     | 1996年2月6日   | 1999年4月29日  | 1999年8月13日  | 1999年7月     | 大使     | 特命全权大使 |          |
| 邱胜云 | 1999年4月29日  | 1999年8月13日  | 1999年8月      | 1999年10月4日  | 2001年4月28日  | 2001年9月11日  | 2001年8月     | 大使     | 特命全权大使 |          |
| 陈永龙 | 2001年4月28日  | 2001年9月11日  | 2001年9月      |                | 2003年6月28日  | 2003年12月25日 | 2003年9月     | 大使     | 特命全权大使 |          |
| 罗兴武 | 2003年6月28日  | 2003年12月25日 | 2003年10月     |                | 2006年4月29日  | 2006年9月19日  | 2006年8月     | 大使     | 特命全权大使 |          |
| 宫小生 | 2006年4月29日  | 2006年9月19日  | 2006年9月17日  | 2006年12月11日 | 2008年6月26日  | 2008年11月6日  | 2008年9月     | 大使     | 特命全权大使 |          |
| 郁红阳 | 2008年6月26日  | 2008年11月6日  | 2008年10月     | 2008年12月15日 | 2010年6月25日  | 2011年1月12日  | 2010年11月    | 大使     | 特命全权大使 |          |
| 岳晓勇 | 2010年6月25日  | 2011年1月12日  | 2010年12月12日 | 2011年3月8日   | 2013年8月30日  | 2014年1月16日  | 2013年11月    | 大使     | 特命全权大使 |          |
| 高育生 | 2013年8月30日  | 2014年1月16日  | 2013年12月5日  | 2014年3月2日   | 2015年7月1日   | 2016年1月4日   | 2015年12月    | 大使     | 特命全权大使 |          |
| 潘伟芳 | 2015年7月1日   | 2016年1月4日   | 2015年12月15日 | 2016年3月6日   | 2020年8月11日  | 2021年1月5日   | 2020年10月    | 大使     | 特命全权大使 |          |
| 陈传东 | 2020年8月11日  | 2021年1月5日   | 2020年12月28日 | 2021年3月7日   |                |                | 2025年6月     | 大使     | 特命全权大使 |          |